# Panono Camera

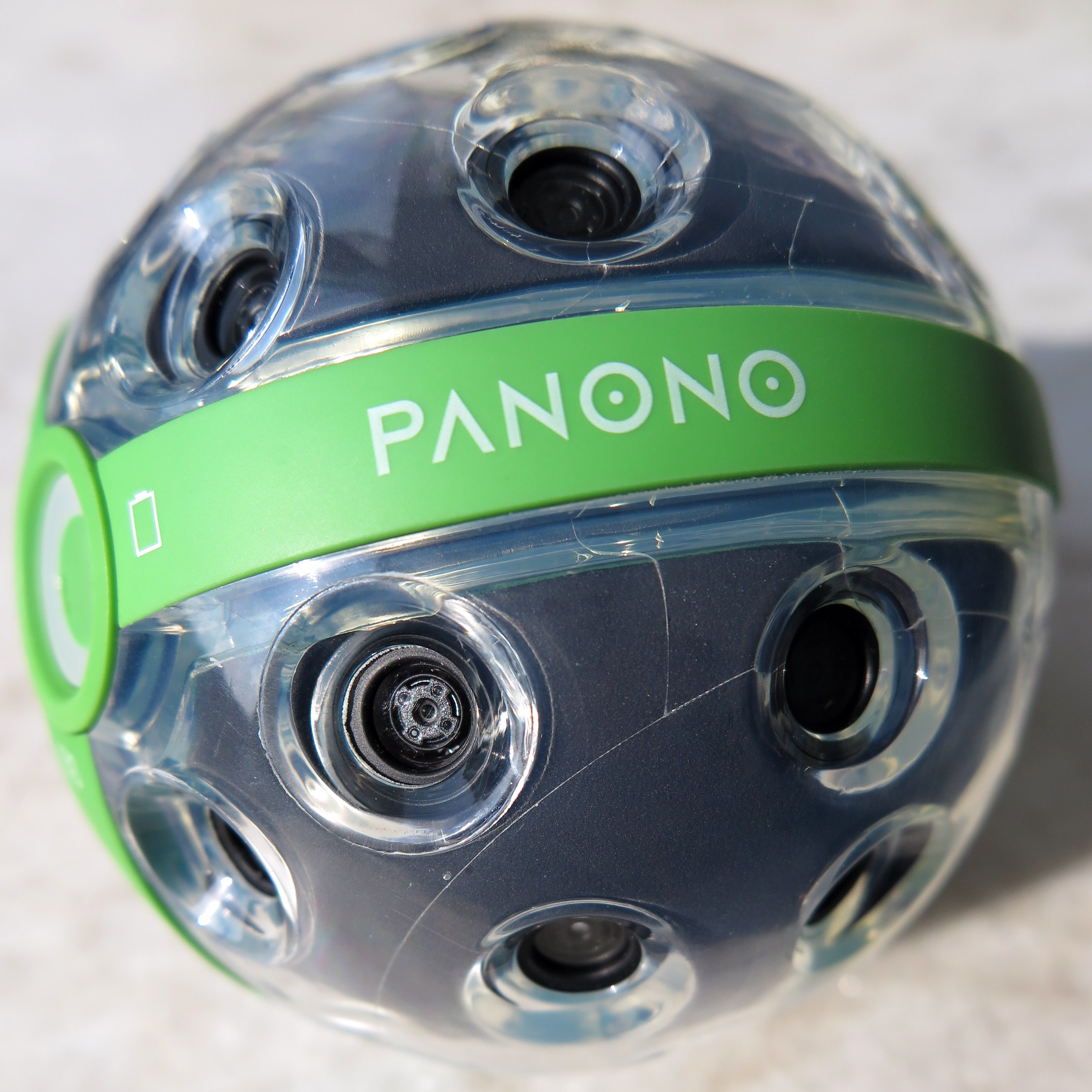
Panono Camera

Die Panono Camera ist eine kugelförmige Panorama-Kamera mit 36 fest eingebauten Kameramodulen. Die 11 Zentimeter breite, knapp 500 Gramm schwere Kugel kann geworfen oder auf einen Stativ montiert zeitgleich 36 Einzelbilder aufnehmen, die dann online zu einem Kugelpanorama zusammengefügt werden können.

## Verwendung
Bei der Panono werden für eine Aufnahme alle 36 Kameramodule gleichzeitig ausgelöst. Dies geschieht entweder über einen Auslöseknopf an der Kamera, einen Stick, über eine mobile App, die über WLAN mit der Panoramakamera verbunden ist, oder automatisch am höchsten Punkt der Wurfparabel beim Hochwerfen.
Die 36 Einzelbilder der Kamera können nach der Aufnahme zu einem Panoramabild zusammengerechnet werden. Für eine automatische Zusammensetzung des Kugelpanoramas müssen die Daten auf einen Webserver von Panono in Irland hochgeladen werden. Das Hochladen und die Berechnung erfordern eine Zeit von mehreren Minuten, und das zusammengesetzte Kugelpanorama hat eine Bildauflösung von gut 100 Megapixeln. Die zusammengesetzten Bilder können nur dort entweder über Weblinks oder als Inlineframes für HTML-Webseiten abgerufen werden.
Die Belichtung funktioniert automatisch. Die Verschlusszeit kann bei Bedarf manuell zwischen zwei Sekunden und 1/4000 Sekunde eingestellt werden. Alternativ kann auch die Lichtempfindlichkeit der Bildsensoren zwischen ISO 50 und ISO 800 vorgewählt werden.
Alternativ können mit einer speziellen Software (Unstitched Panorama Format (UPF) Converter) die 36 Einzelbilder auf den eigenen Computer geladen werden und dort mit einem Bildbearbeitungsprogramm zusammengesetzt werden.

## Finanzierung

Logo des Herstellers

Panono konnte per Crowdfunding auf indiegogo 1,25 Millionen US-Dollar und per Crowdinvesting auf Companisto über 1,6 Millionen Euro einsammeln.
Am 18. Mai 2017 gab das Unternehmen seine Insolvenz bekannt. Die Beteiligungsgesellschaft Bryanston Group AG aus der Schweiz hat im Juli 2017 die Vermögenswerte, Marken und Patente der Panono GmbH übernommen und will den Geschäftsbetrieb unter einer Holding mit dem Namen Professional360 GmbH weiterführen.